# Jimmy Rushing
Jimmy Rushing (Oklahoma City, 1901. augusztus 26. – New York, 1972. június 8.), amerikai dzsesszzenész, zongorista, énekes. 2024-ben beiktatták a Blues Hall of Fame tagjai közé.

## Pályafutása
Szülei is zenészek voltak. Az iskolában zeneelméletet és éneket tanult, egy helyi egyházi kórusban is énekelt. Egy nagybátyja, aki zongorázott és bordélyokban énekelt, zongorázni tanította és blueséneklésre ösztönözte.
Iskolái után a nyugati partra ment, ahol először egy Los Angeles-i mulatóban zongorázott, majd énekelni is kezdett. Az 1920-as évek közepén egy ideig a Jelly Roll Mortonnal játszott, majd turnézott a „Billy King Roadshow Revue”-ben. Ezután visszatért Oklahoma Citybe és énekesként dolgozott a „Walter Page's Blue Devils”-szel. Ezzel a zenekarral készült Kansas Cityben első felvétele: „Blue Devil Blues”. 1948-ig dolgozott a Count Basie zenekarában.
A sikeres big bandek korszakának blues- és szving-énekese volt. Beceneve: „Mister Five By Five” egyenesen utalt alacsony, ám igen testes külalakjára. A legismertebbé a Count Basie's Orchestra énekeseként vált 1935 és 1948 között.

## Lemezek
- Sings the Blues (1955)
- Goin' to Chicago (1955)
- Listen to the Blues  (1956)
- Cat Meets Chick – with Buck Clayton, Ada Moore (1956)
- The Jazz Odyssey – with Buck Clayton (1957)
- If This Ain't the Blues (1958)
- Little Jimmy Rushing and the Big Brass (1958)
- Rushing Lullabies (1959)
- Bessie, Clara, Mamie & Trixie (The Songs They Made Famous; (1961)
- Five Feet of Soul (1963)
- Big Boy Blues with Al Hibbler (1964)
- Who Was It Sang That Song? (1967)
- Every Day I Have the Blues – with Oliver Nelson (1967)
- Livin' the Blues (Jimmy Rushing album) (1968)
- Blues and Things – with Earl Hines (1968)
- Gee Baby Ain't I Been Good to You (1971)
- The You and Me That Used to Be (1971)
- Jimmy & Jimmy – with Jimmy Witherspoon (1987)
- The Scene: Live in New York – with Al Cohn, Zoot Sims (2009)

### Count Basie Orchestra
- Count Basie at Newport (1957)
- At Savoy Ballroom 1937-1944 (1972)
- The Newport Years Volume VI (1973)
- 1944 (1986)
- The Original American Decca Recordings (1992)